# Isola del Liri
Isola del Liri est une commune italienne de la province de Frosinone dans la région Latium en Italie.

## Administration
| Période                                  | Période | Identité | Étiquette | Qualité |
| ---------------------------------------- | ------- | -------- | --------- | ------- |
|                                          |         |          |           |         |
| Les données manquantes sont à compléter. |         |          |           |         |

## Histoire

### Préhistoire et Antiquité
Le site d'Isola se trouvait en territoire Volsque, à 83 km à l'Est de leur capitale, Antium. Il était un passage obligé entre les villes de Sorae et Arpinum, et il semble qu'il était partagé entre ces deux cités. On ne sait pas exactement quand s'y installèrent durablement des habitants, mais en 1886 fut découvert une nécropole au lieu-dit "Nazareth", lors de la construction du chemin de fer Roccasecca-Avezzano. Partiellement explorée, on y trouva une cinquantaine de tombes constituées de fosses rectangulaires, contenant des vases en terre cuite, des armes, des bronzes et des restes humains.
D'après Tite-Live, la région est conquise par les Romains entre 326 et 312 av. J.-C..

### Moyen Âge
Après la chute de l'Empire romain d'Occident, le territoire devient possession du Duché de Rome, puis fut conquis par les Lombards. Vers 1010, un de leurs rois, nommé Pierre, donna cette terre à ses fils, d'où le nom " Insula Filiorum Petri " ("L'île des fils de Pierre"), le bourg s'étant créé sur une île du Liri.  
La première mention du château d'Isola, le Castellum Insulae, date de 1100 : la bulle du pape Pascal II l'attribue à un certain Goffrido (ou Roffrido, ou Loffrido) dell'Isola. Dans ce document est répertorié tous les châteaux et toutes les églises appartenant au diocèse de Sora. 
Il devait déjà être un bastion puissant, contrôlant le trafic fluvial sur le Liri à une époque de raids constants des Sarrasins (en 846, ils avaient déjà pillé le Vatican). En 1187, dans le catalogue des barons du royaume de  Naples, un certain Roffredo dell'Isola était seigneur d'Isola de Sora (Isola del Liri) et Castelliri. Il semble que ce baron participa  aux opérations de  Guillaume II de Sicile contre l'Empire Byzantin, puis à la Troisième croisade.
De 1188 à 1210, un second Roffredo dell'Isola fut cardinal.
En 1269, un troisième  Roffredo dell'Isola, résident  à Naples mais propriétaire de la terre d'Isola, céda ses droits à un certain Robert de Briançon, seigneur français. Cette vente faisait partie d'un plus vaste programme de Charles Ier d'Anjou, visant à mettre aux différents postes de commandement des seigneurs français qui lui étaient fidèles. L'affectation fut temporaire, les Vêpres Siciliennes ayant eu un certain impact sur la politique régionale, car en 1276 Bartolomeo dell'Isola (à ne pas confondre avec San Bartolomeo all'Isola), le fils de Roffredo, apparaît comme le nouveau seigneur. En 1279, Frédéric dell'Isola lui succède.
À la fin du XIVe siècle, le fief est vendu à la famille de Celano, puis passa ensuite  entre les mains d'autres familles nobles. 
En 1465, la lutte entre la Couronne d'Aragon et les Angevins conduit le duché de Sora à tomber entre les mains de Leonardo della Rovere et Giovanni della Rovere d'Aragona.

### De Moyen Âge à la Révolution française
La Famille Boncompagni, en la personne de Giacomo Boncompagni, fils du pape Grégoire XIII, achète en 1580 le duché pour 100 000 couronnes " or. Le château d'Isola, pour sa position naturelle, fut choisi par le premier duc comme résidence de la cour et de sa famille. Les Boncompagni introduisirent ou developèrent l'industrie de la laine et du papier, et restèrent seigneurs d'Isola jusqu'en 1796, puis le territoire devint la propriété royale de Naples, et le château par conséquent Palais Royal.
En 1656, une épidémie de peste fait 22000 morts à Rome et 160000 dans tout l'État pontifical. Il serait étonnant que la région d'Isola, située en bordure de ce dernier, en soit sorti indemne.

### Effets de la Révolution française à Isola
Les dernières années du XVIIIe siècle furent marquées, comme dans l'ensemble de l'Europe, par les conséquences de la Révolution française. La ville subit des pillages, des viols et des massacres le 12 mai 1799 (le registre de la cité fait état de 467 hommes et 70 femmes tués, dont près de 350 personnes  qui avaient trouvé refuge dans la collégiale de San Lorenzo martyr) de la part des troupes françaises lors de leur retrait, à la suite de l'échec de la République parthénopéenne face à l'offensive de Fabrizio Dionigi Ruffo : Gaetano Mammone (it) mena une révolte à Isola et à Sora contre l'armée de Jean-Étienne Championnet,   organisa des embuscades, ce qui entraîna par contrecoup les représailles. 
Le premier problème avec Gaetano Mammone, issu d'une famille de riches et respectables meuniers d'Alatri, fut qu'il s'illustra probablement dès l'adolescence dans des actions criminelles. Le second problème est qu'il était fou : il avait depuis l'enfance une prédilection marquée pour le sang humain, et s'était habitué à boire celui récupéré lors de saignées. Et donc, à la suite de ses actions contre l'armée de la République française, il est nommé officiellement  administrateur de la région de Sora, et de suite élimine méthodiquement toute personne soupçonnée de Jacobinisme, en faisant effectuer des tueries de masse : 400 citoyens de Sora sont assassinés; toute la région tremble ou subit, les notables ouvrent leurs bourses pour échapper aux massacres; des exactions sont signalées dans un large rayon, possiblement certaines fois jusqu'à une distance de 30 km. Le gouvernement de Naples ordonne son arrestation quelque temps plus tard.           
La ville connut ensuite un nouvel essor sous la gouvernance de Joachim  Murat, puis en un peu plus de vingt ans devint le plus grand centre de fabrication de papier du royaume de Naples.

### Période contemporaine
Au début du XXe siècle, des centrales hydroélectriques sont créées le long de la rivière Liri, et Isola bénéficie de l'électricité pour un usage public et privé.
Le 13 janvier 1915, la municipalité subit un tremblement de terre.
Lors de la période fasciste, la ville se développe grandement grâce à l'implantation d'une école de formation professionnelle;  d'une école de technique industrielle; la construction  de nouveaux bâtiments publics.
Elle subit plusieurs bombardements aériens alliés à partir du 23 octobre 1943 et jusqu'à la fin de la Bataille de Montecassino. Plusieurs usines sont détruites, et l'économie aura du mal à repartir après-guerre, pour se stabiliser moyennement à partir des années 1960.
En 2008 elle est classée au niveau national comme "zone de bien-être élevé".

## Hameaux
Borgo Nuovo, Capitino, Capitino San Paolo, San Domenico, Selva Alta, Selva Forlì, Via Maria, Quaglieri

### Communes limitrophes
Arpino, Castelliri, Sora